# 10 (số)
10 (mười) là một số tự nhiên ngay sau 9 và ngay trước 11.
- 10 là số tự nhiên nhỏ nhất có 2 chữ số.
- Bình phương của 10 là 100.
- Căn bậc hai của 10 là: 3,16227766016838.
- Theo mức điểm tại nhiều nước, điểm 10 là số điểm tối đa.
- 10 là một số tam giác
- lg(x)=log10(x)

## Trong hóa học
- 10 là số hiệu nguyên tử của nguyên tố Neon (Ne).

## Trongbóng đá
10 là số áo của các trụ cột, hoặc cầu thủ đá phạt tốt, hoặc nhạc trưởng của đội.